# Croton pulcher
Espèce
Croton pulcher est une espèce de plantes à fleurs du genre Croton et de la famille des Euphorbiaceae, présente au Mexique (Puebla).
Il a pour synonyme :
- Oxydectes pulchra, (Müll.Arg.) Kuntze